# Mormonilloida
Mormonilloida is een zeer kleine orde van de eenoogkreeftjes. De vijf bekende soorten uit deze orde behoren tot twee geslachten. Het zijn vrijlevende in zee voorkomende kreeftachtigen uit het meso- tot bathypelagiaal.

## Indeling
Er is slechts één familie:
- Familie Mormonillidae